# Presles-et-Boves
Presles-et-Boves è un comune francese di 369 abitanti situato nel dipartimento dell'Aisne della regione dell'Alta Francia.

## Società
.

### Evoluzione demografica
Abitanti censiti

## Storia
Sul territorio del comune sono stati trovati manufatti in pietra dell'Achelauno, del Musteriano e in particolare della Tecnica Levallois. In una zona scavata da F. Moreau, nel 1889, sono stati rinvenuti reperti che vanno dall'Halstatt al periodo merovingio, e nel 1959 una sepoltura gallo-romana.

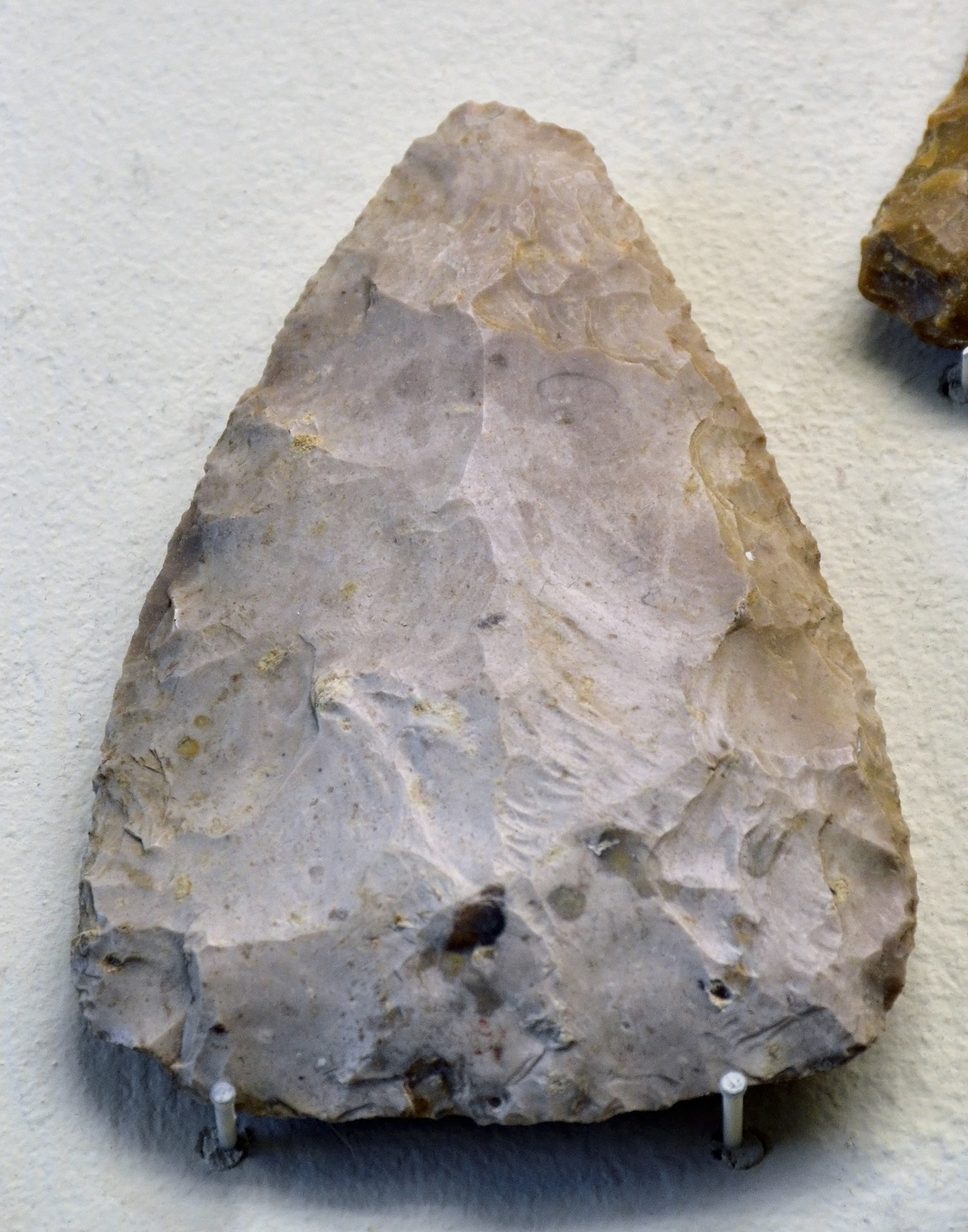
Musteriano
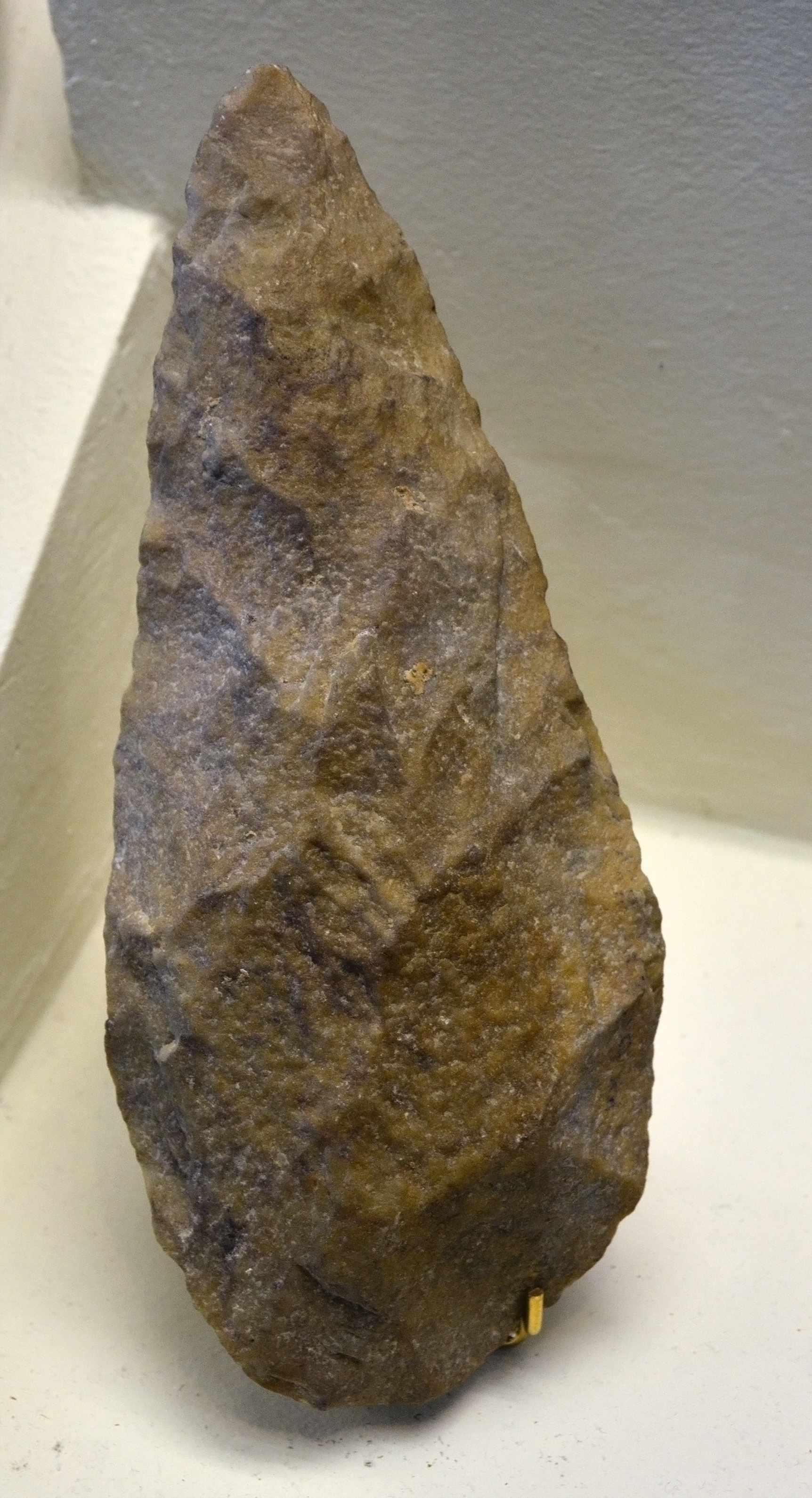
Achelauno
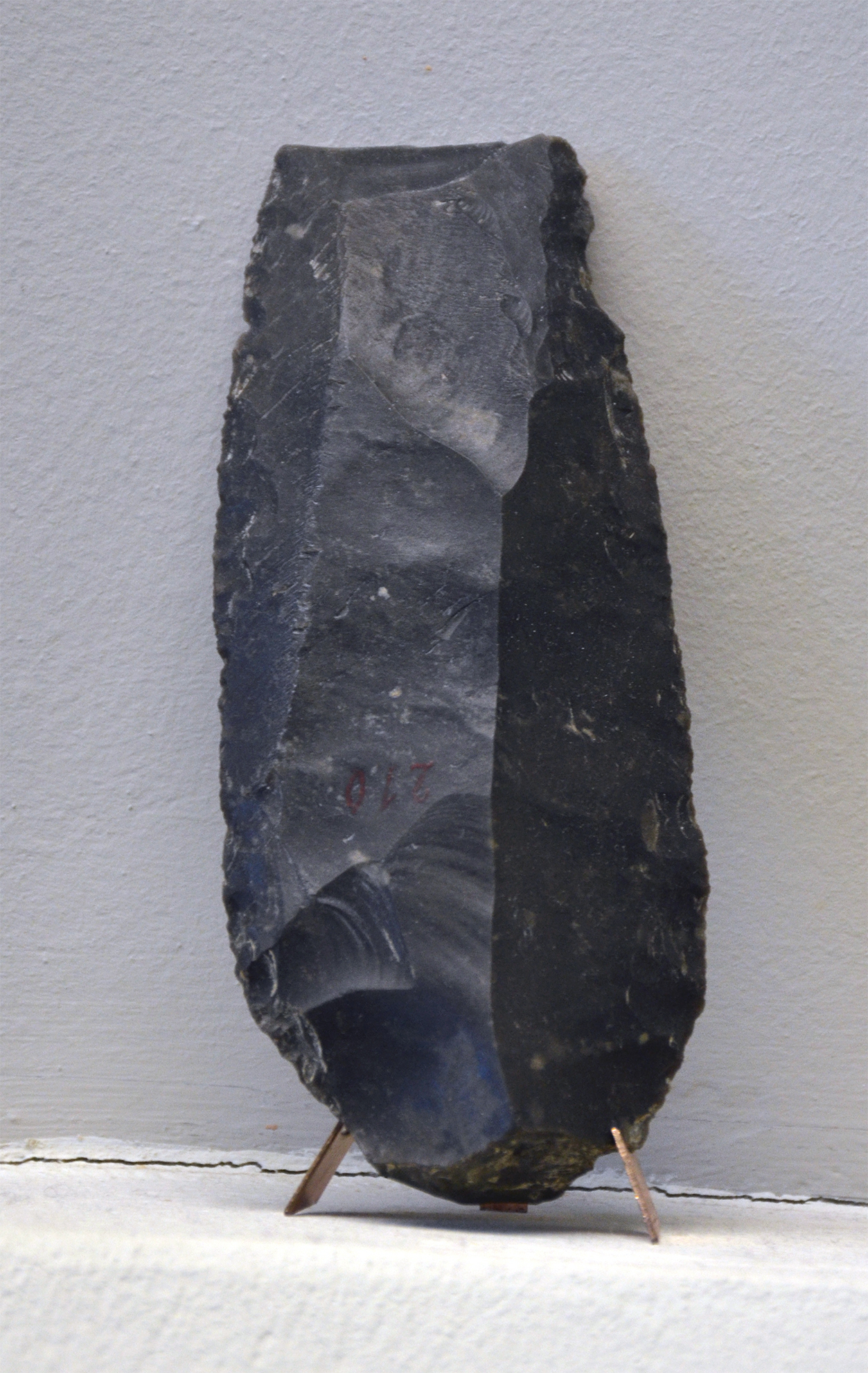
Coltello in tecnica Levallois (museo Saint-Remi).
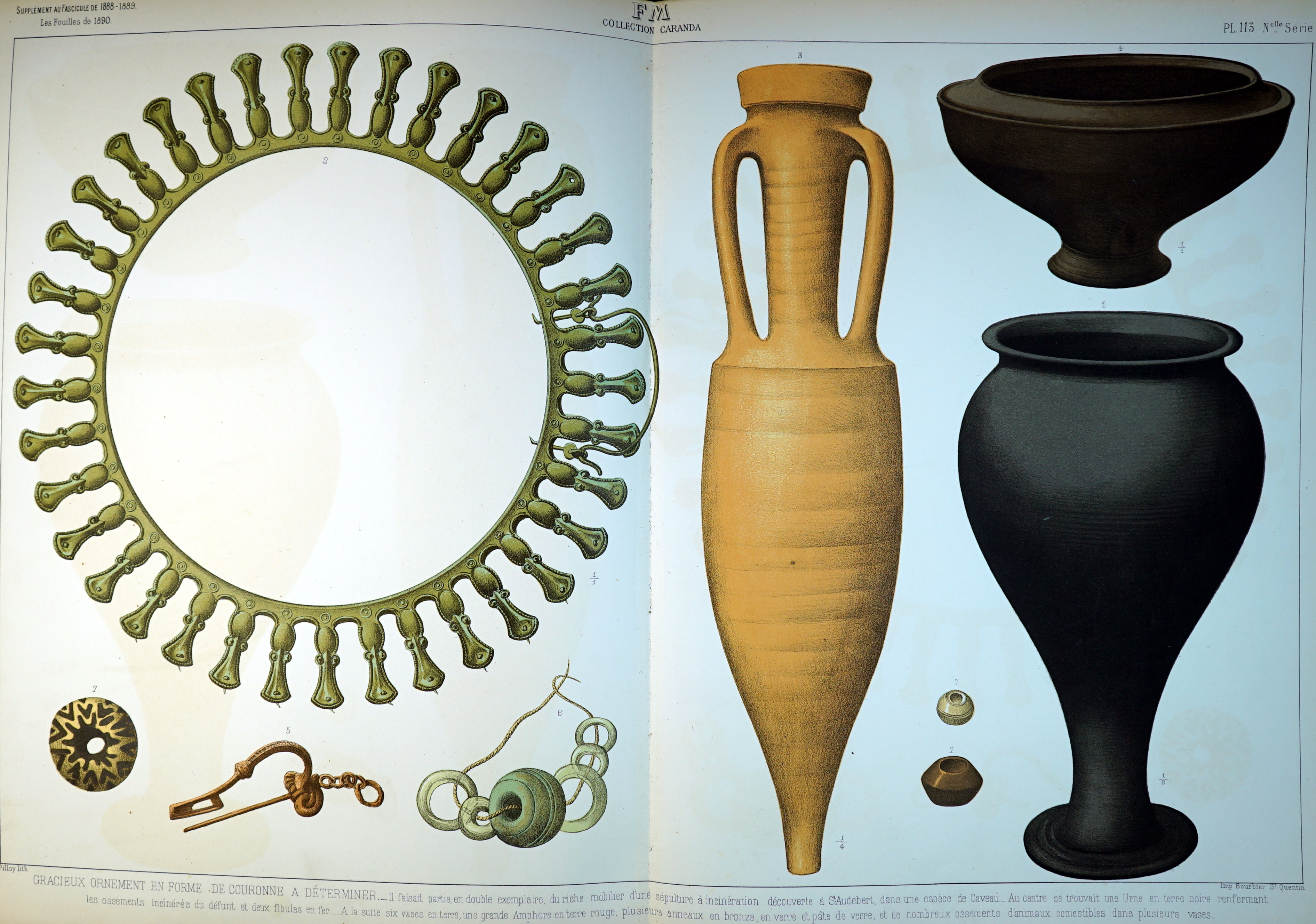
Anfora a collare di bronzo, Saint-Audebert.

Tracce di residenze risalenti ai Galli sono state trovate nella località detta Luziaux grazie a scavi effettuati nel 1889 che riportarono alla luce un cimitero. Thibaut V di Champagne donò nel 1199 una "carta municipale" ai villaggi di Cys, Presles, Saint-Mard, Rhu e Boves. La località detta le Vieux-Moulin è l'ultima traccia di un mulino sulla Presle citato nel 1228 e che esisteva ancora nel 1704. Nel villaggio vi era un lebbrosario fondato nel XIII secolo con una bolla pontificia e la fattoria di Sant'Adalberto, che apparteneva ai religiosi di Cuissy, poi a quelli di San Crispino il Grande, e aveva delle profonde cantine e la "fontana Saint-Langreux" che « curava » i bambini in ritardo nel camminare.